# گراهام برسینگتون
گراهام برسینگتون (انگلیسی: Graham Bressington؛ زادهٔ ۸ ژوئیهٔ ۱۹۶۶) بازیکن فوتبال اهل بریتانیا است.
از باشگاه‌هایی که در آن بازی کرده‌است می‌توان به باشگاه فوتبال چالفونت سنت پیتر، باشگاه فوتبال ساوتند یونایتد، باشگاه فوتبال لینکولن سیتی، باشگاه فوتبال سلو تاون، و باشگاه فوتبال وایکام واندررز اشاره کرد.